# Шамокин (Пенсилванија)
Шамокин (енгл. Shamokin) град је у америчкој савезној држави Пенсилванија. По попису становништва из 2010. у њему је живело 7.374 становника.

## Демографија
Према попису становништва из 2010. у граду је живело 7.374 становника, што је 635 (7,9%) становника мање него 2000. године.
| Група             | 2000.         | 2010.         |
| Белци             | 7.878 (98,4%) | 7.019 (95,2%) |
| Афроамериканци    | 10 (0,1%)     | 44 (0,6%)     |
| Азијати           | 25 (0,3%)     | 30 (0,4%)     |
| Хиспаноамериканци | 52 (0,6%)     | 194 (2,6%)    |
| Укупно            | 8.009         | 7.374         |